# Denis Delbourg
Denis Delbourg, né le 30 juillet 1952, est un diplomate français, ancien ambassadeur de France au Portugal et en Suède. Depuis le 15 mai 2014, il est  conseiller maître en service extraordinaire à la Cour des comptes.

## Formation
Il est agrégé de philosophie, ancien élève de l'École normale supérieure et ancien élève de l'ÉNA, promotion Pierre Mendès France, 1978

## Carrière
Enseignant de 1970 à 1975, il est titularisé secrétaire des Affaires étrangères en 1978. Il intègre ensuite les cabinets du ministre des affaires étrangères (1981-1984), du ministre de la culture (1984-1986 et 1991-1992) et du premier ministre (1988-1991, 1992-1993, 2000-2003).
Il est nommé conseiller culturel de l'ambassade de France aux États-Unis de 1993 à 1996, consul général à Rio de Janeiro de 1996 à 2000, ambassadeur de France en Suède de 2003 à 2008, et ambassadeur de France au Portugal de février 2008 à septembre 2010.

## Distinctions
- Chevalier de la Légion d'honneur
- Chevalier de l'ordre national du Mérite
- Commandeur de l'ordre royal de l'Étoile polaire(Suède)
- Grand-croix de l'ordre du Mérite du Portugal (Portugal)